# Within Piscator
Within Piscator (titolo originale De quodam piscatore quem ballena absorbuit) è un poema in Latino medievale del X secolo attribuibile a Letaldo di Micy.

## Storia e composizione
L'intero poema si trova su un codice manoscritto, il Parigino 5530, databile al X secolo. Esso riporta una inscriptio originale che riassume la trama: De quodam piscatore quem ballena absorbuit ("[Storia] del pescatore che fu mangiato da una balena") e il solo nome dell'autore, "Lethaldus Monacus". L'identità di questo monaco è tuttora molto dibattuta, ma si è portati ad identificarlo con Letaldo di Micy, autore di alcuni poemetti agiografici.
La prima edizione del poema risale all'anno 1849; in seguito ne sono state pubblicate altre con un apparato critico moderno e con una trascrizione il più fedele possibile all'originale.

### Metrica
Il poemetto si compone di 208 esametri, con molti versi di tipo alessandrino, il che sancisce una cesura con la tradizione metrica latina ma anche un recupero della poesia antica.

## Contenuto
Il poemetto narra la storia di Within (si pronuncia Vìtin), pescatore proveniente da una città del sud britannico (tradizionalmente identificata con Rochester), che durante una battuta di pesca viene ingoiato da una balena con tutta la barca. Dopo un tempo imprecisato trascorso all'interno dell'animale e vari tentativi di fuga, il pescatore riesce a scappare mediante lo stratagemma di lacerarne le carni, e per pura fortuna riapproda al porto della sua stessa città, dove il suo ritorno viene festeggiato dai compaesani.

### Struttura
Il poema è aperto da un brevissimo proemio cui seguono tre parti narrative di lunghezza spuria. Nel proemio vengono tessute le lodi della Britannia; nella prima parte viene descritta la preparazione di Within alla battuta di pesca, con la descrizione minuziosa dei suoi strumenti, ma la narrazione viene interrotta bruscamente dall'arrivo della balena che inghiotte il pescatore. Nella seconda parte viene descritta la disperazione iniziale dell'uomo nel ventre del mostro, e i vari espedienti che egli usa per fuggire dalla balena. Nella terza parte, Within riesce a fuggire dalla balena e arriva al porto, dove sua moglie in un primo momento non lo riconosce perché è diventato calvo; alla fine viene riconosciuto e i paesani lo portano in trionfo verso casa sua perché riabbracci i bambini. Il poemetto non è dotato di explicit.

### Temi
Del Within Piscator sono state date diverse interpretazioni. Nella prima edizione si metteva in luce la valenza narrativa del poema, con grande risalto ad alcuni vocaboli e perifrasi che lo rendono simile all'epica di Virgilio; nelle edizioni più recenti si tende a ridimensionare questo aspetto, ponendo invece l'accento sui toni ironici e tragicomici del poema, che avallerebbero l'ipotesi di uno scritto "divertente" e avventuroso, scritto probabilmente a scopo didattico. Gli ultimi studi critici, infine, tendono a precisare che la storia dell'uomo inghiottito dalla balena sembra non rifarsi a modelli letterari pregressi quali la storia biblica di Giona, ma riprenderebbe una leggenda celtica di provenienza lituana, a testimonianza della base folkloristica del testo.
Un altro punto di discussione è il nome del protagonista, omografo (ma non omofono) della parola inglese "within" ("dentro, all'interno"): potrebbe essere un richiamo ironico o viceversa poetico al fatto che il pescatore si trovi "dentro" la balena, il che sarebbe confermato da un punto nel poema in cui la moglie chiede gridando dove si trovi Within e l'eco le restituisce il nome di suo marito, creando un gioco di parole ("Dove si trova Within?" "Dentro!").

## Fonti
Come già esposto, il poema riprende parzialmente lo stile epico virgiliano; tuttavia alcuni versi rimandano a Marziale, Ovidio e i Salmi 97 e 114. La lode della Britannia nel proemio sembra invece ricalcare quella scritta secoli prima da Gregorio Magno.